# Lestodiplosis irenae
Lestodiplosis irenae är en tvåvingeart som först beskrevs av Gagne 1972.  Lestodiplosis irenae ingår i släktet Lestodiplosis och familjen gallmyggor.
Artens utbredningsområde är New York. Inga underarter finns listade i Catalogue of Life.